# Rotschwanz-Walzenschlange
Die Rotschwanz-Walzenschlange  (Cylindrophis ruffus, Syn.: Anguis ruffa), auch Rote Walzenschlange genannt, ist eine ungiftige Schlangenart aus der Familie der Walzenschlangen (Cylindrophiidae). 

## Verbreitungsgebiet
Das Verbreitungsgebiet der Rotschwanz-Walzenschlange reicht von Myanmar über Thailand, die Malaiische Halbinsel bis zu den indonesischen Inseln Borneo, Sumatra, Bangka, Java, Sulawesi, Buton, den Sula-Inseln und Komodo. Außerdem kommt sie in Laos, Kambodscha, Vietnam, Südchina (Hongkong, Fujian und Hainan) vor.

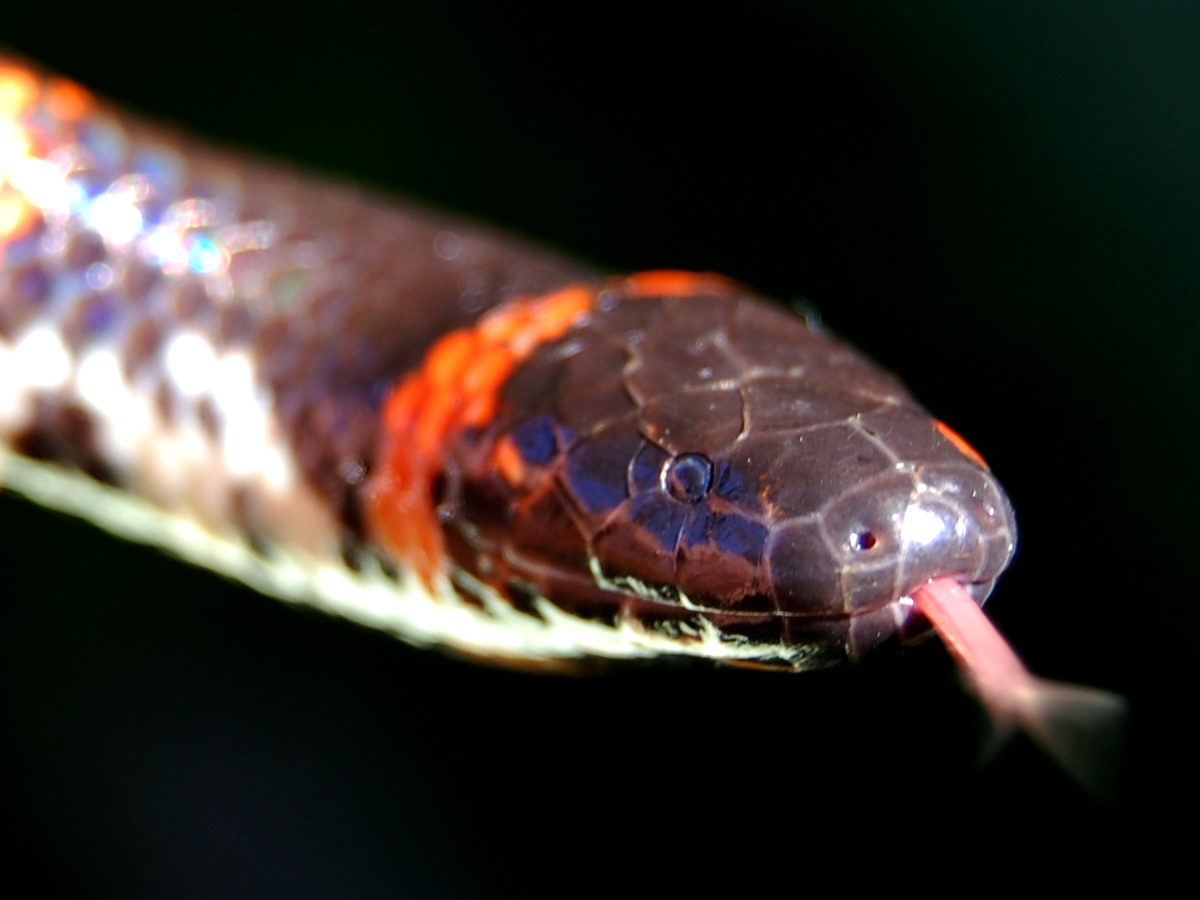
Kopf

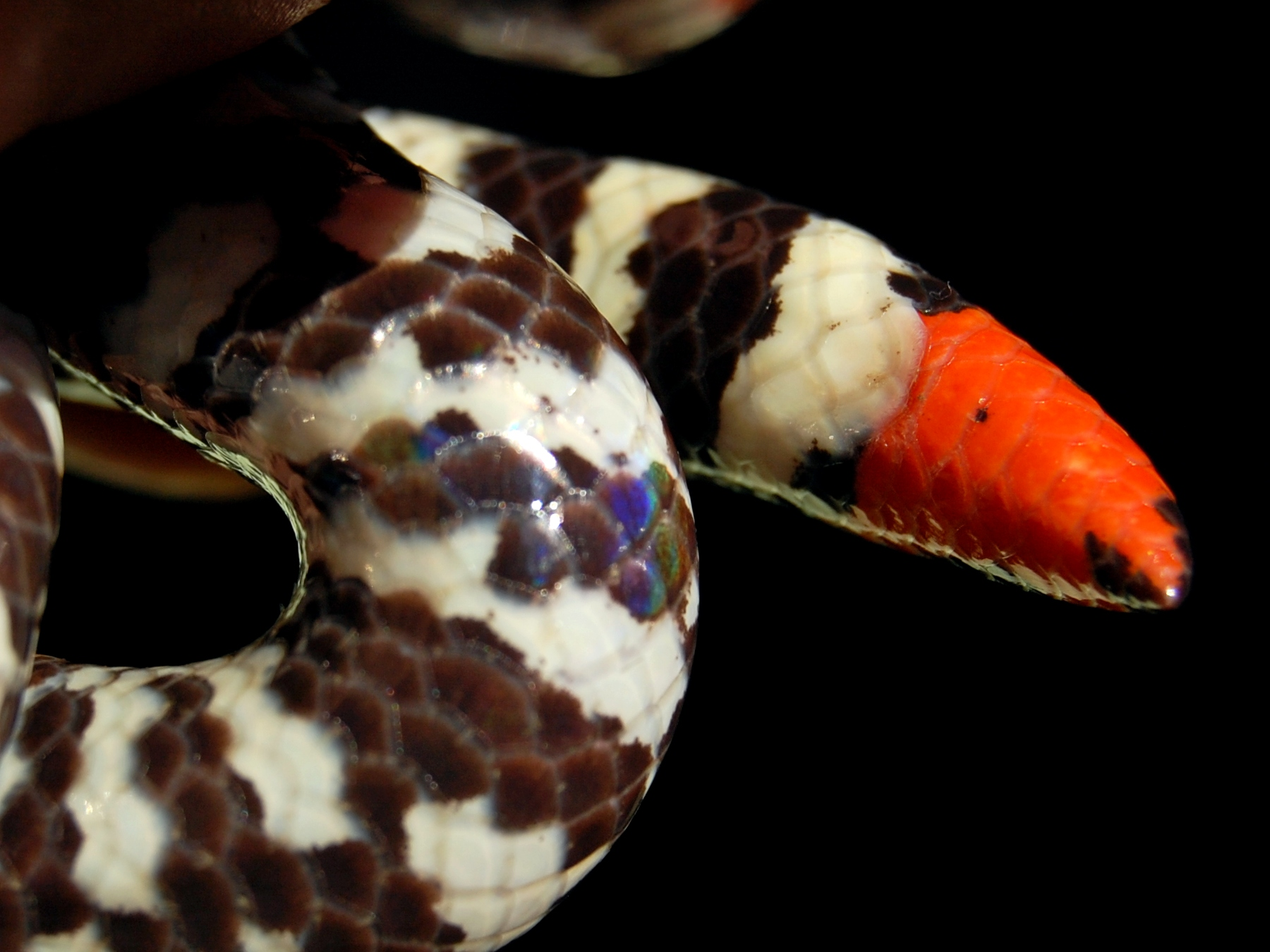
Schwanz

## Merkmale
Die Rotschwanz-Walzenschlange kann eine Gesamtlänge von 90 cm erreichen und hat einen drehrunden Körper der auf seiner gesamten Länge fast den gleichen Durchmesser hat. Rücken und Körperseiten sind metallisch irisierend dunkelbraun bis schwarzbraun. Beigefarbene bis weißliche Querbänder mustern den Körper in unregelmäßigen Abständen. Sie umschließen ihn nicht vollständig. Die Bauchseite ist abwechseln weißlich und schwarzbraun gefärbt. Der Schwanz ist kurz und dorsoventral abgeflacht, das Schwanzende ist rot. Es endet in einer großen, flachen Endschuppe. Die glatten Schuppen auf dem Rücken sind in 19 oder 21 Reihen angeordnet. Die Anzahl der nur wenig verbreiterten Bauchschuppen beträgt 185 bis 222, die Anzahl der ungeteilten Subcaudalia liegt bei 5 bis 10. Die Analschuppe ist geteilt. Ein Präoculare vor den kleinen Augen fehlt, hinter den Augen liegt eine einzelne Postocularia. Die Anzahl der Oberlippenschilde (Supralabialia) liegt bei sechs, wobei der dritte und der vierte das Auge berühren. Die Anzahl der Unterlippenschilde (Infralabialia) liegt bei sechs.

## Lebensweise
Die Rotschwanz-Walzenschlange lebt vor allem im Flachland in Reisfeldern und Sümpfen, ist aber auch schon in Höhen bis 1700 Metern gefunden worden. Sie ist dämmerungs- und nachtaktiv und ernährt sich von Insekten, Insektenlarven, Würmern, Blindschlangen und wahrscheinlich auch von Fröschen und Kaulquappen. Wird sie bedroht so plattet sie ihren Körper stark ab und hebt den Schwanz, dessen dunkelrote, gestreifte Unterseite so sichtbar wird. Zugleich verbirgt sie ihren Kopf schützend unter Falllaub, Ästen oder ähnlichem. Sie beißt beim Ergreifen nicht. Die Rotschwanz-Walzenschlange ist vivipar (lebendgebärend) und bekommt fünf bis zehn, bei der Geburt etwa 20 cm lange Junge pro Wurf.